# Кулмуни, Катри
Катри Бриита Илона Кулмуни (фин. Katri Briitta Ilona Kulmuni; род. 4 сентября 1987, Торнио, Лаппи) — финский политический и государственный деятель. Председатель партии «Центр» в 2019—2020 годах. Депутат Европейского парламента с 2024 года, член группы «Обновляя Европу». Член городского совета Торнио с 2012 года. В прошлом — депутат эдускунты (парламента) от избирательного округа Лапландия (2015—2024), заместитель премьер-министра и министр финансов (2019—2020), министр экономического развития (2019).

## Биография
Родилась 4 сентября 1987 года в Торнио. В 2006 году окончила Торниоский  лицей совместного обучения. В 2010 году окончила Лапландский университет, получила степень бакалавра общественных наук. В 2018 году получила степень магистра общественных наук.
Работала кассиром в фастфуд-ресторане.
В сентябре 2019 года на внеочередном партийном съезде в Коувола на выборах председателя партии «Финляндский центр» за Катри Кулмуни было отдано 1092 голоса, а за Антти Кайкконена — 829 голосов.
Четыре раза участвовала в выборах в городской совет Торнио. По результатам местных выборов 2008 года получила 39 голосов и не была избрана, в 2012 году — 648 голосов и избрана. Переизбиралась в 2017 году (784 голосов) и в 2021 году (801 голос).
По результатам парламентских выборов 19 апреля 2015 года стала депутатом эдускунты 37-го созыва от избирательного округа Лапландия, набрала 9702 голоса. Была членом Административного комитета с 5 мая по 8 июня 2015 года, членом Большого комитета с 9 июня 2015 года по 5 июня 2019 года, членом Правовой комиссии с 9 июня 2015 года по 4 октября 2016 года, членом Комитета по бюджету и делегации в Северном совете с 9 июня 2015 года по 16 апреля 2019 года. Была членом с 10 июня и председателем с 16 июня 2015 года по 16 апреля 2019 года делегации на Конференции парламентариев Арктического региона. Член Форума по международным делам с 16 июня 2015 года по 16 апреля 2019 года. На парламентских выборах 14 апреля 2019 года переизбрана депутатом эдускунты на второй срок, набрала 8423 голоса. С 11 июня по 11 сентября 2020 года — член парламентского Большого комитета, с 15 сентября 2020 года по 17 декабря 2021 года — член Комитета по иностранным делам и член Комитета финансов. С 15 сентября 2020 года — парламентский аудитор Банка Финляндии, с 18 сентября — член парламентского Комитета занятости и экономического развития.
С декабря 2010 по июнь 2011 года работала пресс-секретарём министра внешней торговли и развития Пааво Вяюрюнена. С 2015 года председатель Общества «Финляндия – Россия». 6 июня 2019 года отказалась от должности в связи с переходом на должность министра экономического развития в кабинете Ринне.
6 июня 2019 года получила портфель министра экономического развития в кабинете Ринне. В сентябре 2019 года назначена заместителем премьер-министра. 10 декабря 2019 года получила портфель министра финансов в кабинете Санны Марин.
После публикации журнала Suomen Kuvalehti 2 июня 2020 года Кулмуни оказалась в центре скандала вокруг тренингов ораторского мастерства, закупленных за 50 тысяч евро на деньги государства у консалтинговой компании. Как выяснилось, эти расходы были сделаны с нарушениями внутренних инструкций финляндского госсовета, согласно которым на все закупки суммой более 20 тысяч евро необходимо проводить тендер. Позднее Кулмуни решила вернуть средства государству. 5 июня она сообщила о своём решении уйти с поста министра финансов. 9 июня на этом посту её сменил бывший премьер-министр страны Матти Ванханен. 5 сентября 2020 года в Оулу на партийном съезде Кулмуни была кандидатом в председатели партии, однако уже в первом туре проиграла выборы: она получила 773 голоса, а за действующего министра науки и культуры Аннику Саарикко, ставшую новым председателем партии, проголосовало 1157 депутатов.
На первых региональных выборах 23 января 2022 года она баллотировалась в регионе Лапландия и наибольшее количество голосов — 1964.
По результатам выборов 9 июня 2024 года избрана депутатом Европейского парламента.

## Личная жизнь
28 декабря 2023 года вышла замуж за Юрки Пейса (Jyrki Peisa), члена совета директоров Ассоциации лесной промышленности Финляндии (Metsäteollisuus ry), с которым много лет состояла в гражданском браке. Ранее, 28 января 2022 года родила дочь. В декабре 2023 года объявила, что беременна. Родила сына в июне 2024 года.